# وست هیون (کنتیکت)
وست هیون، کنتیکت (به انگلیسی: West Haven, Connecticut) یک شهر در ایالات متحده آمریکا است که در کنتیکت واقع شده‌است.

## خصوصیات
وست هیون ۲۸٫۵ کیلومترمربع مساحت و ۵۵٬۵۶۴ نفر جمعیت دارد و ۱۰ متر بالاتر از سطح دریا واقع شده‌است.